# Rinconada, Chiapas
Rinconada är en ort i Mexiko.   Den ligger i kommunen Frontera Comalapa och delstaten Chiapas, i den sydöstra delen av landet, 900 km sydost om huvudstaden Mexico City. Rinconada ligger 785 meter över havet och antalet invånare är 398.
Terrängen runt Rinconada är kuperad åt nordväst, men åt sydost är den bergig. Terrängen runt Rinconada sluttar norrut. Runt Rinconada är det ganska tätbefolkat, med 100 invånare per kvadratkilometer. Närmaste större samhälle är Frontera Comalapa, 8,2 km väster om Rinconada. I omgivningarna runt Rinconada växer huvudsakligen savannskog.